# Stenbräcka
Stenbräcka är en kurs- och lägergård som ligger på Tjurkö, en av öarna utanför Karlskrona i Blekinge. Gården drivs av EFS och Svenska kyrkans församlingar i Karlskrona kommun. Verksamheten är i huvudsak inriktad på läger för konfirmander och barn och ungdom men innehåller även campingplatser och stugor för uthyrning.